# Alberto Eggeling
Alberto Eggeling (* 31. Oktober 1920) ist ein ehemaliger chilenischer Weitspringer.
Bei den Leichtathletik-Südamerikameisterschaften gewann er 1943 in Santiago Gold und 1945 in Montevideo Bronze.
1951 wurde er bei den Panamerikanischen Spielen in Buenos Aires Siebter.
Seine persönliche Bestleistung von 7,21 m stellte er am 12. November 1944 in Santiago de Chile auf.